# Sprung Monkey
Sprung Monkey est un groupe de punk rock américain, originaire de San Diego, en Californie. Leurs chansons sont incluses dans plusieurs séries télévisées et films tels que Buffy contre les vampires (1997) et Eh mec ! Elle est où ma caisse ? (2000), respectivement. Le groupe se sépare en 2002, mais se reforme en 2005.

## Biographie
Sprung Monkey connait une première période d'activité en 1991 et 2002. Mené par le chanteur Steve Summers, Sprung Monkey débute véritablement sa carrière en 1995 avec un premier album studio, intitulé Swirl. La même année sort un EP intitulé Situation Life au label Black Cat Do. Le groupe fait une apparition avec la chanson Saturated dans le premier épisode, intitulé Bienvenue à Sunnydale, de la série télévisée Buffy contre les vampires en 1997. Après avoir signé au label Hollywood Records, ils reviennent avec leur deuxième album studio, intitulé Mr. Funny Face, en 1998. Ce deuxième opus comprend l'hymne Get 'em Outta Here, grâce auquel le groupe se popularisera. Ce succès les mène à jouer en soutien au groupe The Offspring pendant leur tournée Americana.
So Cal Loco (Party Like a Rock Star) apparaît dans le générique du film, Eh mec ! Elle est où ma caisse ? (Dude, Where's My Car?) sorti en 2000. En 2001, le groupe publie nson troisième album studio, Get a Taste, aux labels Surfdog Records et Redline Records. La chanson Beautiful est présentée dans le film Kart Racer, sorti en 2003. Une autre chanson, Get a Taste, est en vedette dans le film Van Wilder, au cours de deux scènes.
Le groupe se reforme en 2005. En 2013, le groupe publie une nouvelle chanson intitulée Save Me, qui fait participer Mike Muir du groupe Suicidal Tendencies.

## Membres
- Steve Summers - chant
- Mike Summers - guitare
- William Riley - guitare
- Ernie Longoria - batterie
- Tony Delocht - basse

## Discographie
- 1993 : Situation Life (EP)
- 1995 : Swirl
- 1998 : Mr. Funny Face
- 2001 : Get a Taste
- 2013 : Dead is Dead